# Fonseca (futebolista)
Antônio João da Fonseca, mais conhecido como Fonseca (Taguaí, 11 de abril de 1966) é um ex-futebolista brasileiro.

## Carreira
Fonseca iniciou a carreira no XV de Jaú, onde atuou como lateral.
Em 1984, transferiu-se para o São Paulo, onde passou a atuar como zagueiro.
Teve importante papel na conquista do título do Campeonato Brasileiro de 1986 pelo São Paulo, quando converteu um dos pênaltis da final do campeonato. Na ocasião, o São Paulo venceu o Guarani nas cobranças de penalidade por 4 a 3, após a partida terminar empatada em um tento no tempo normal, e em dois tentos na prorrogação. Naquele Campeonato, atuou em 19 partidas.
Atuou pelo Tricolor entre 1984 a 1989 e fez 125 jogos com a camisa são-paulina.
Fonseca ainda atuou em equipes do interior paulista, como a Ferroviária de Araraquara.

## Títulos
São Paulo
- Campeonato Brasileiro: 1986[1]
- Campeonato Paulista: 1985[8] e 1987
- Torneio Luis Henrique Rosas (SC): 1985.